# Hiss (Megan Thee Stallion)
Hiss è un singolo della rapper statunitense Megan Thee Stallion, pubblicato il 26 gennaio 2024 come secondo estratto dal terzo album in studio Megan.
Hiss è divenuto il 75° brano ad esordire alla prima posizione della Billboard Hot 100 dopo la prima settimana di vendite, nonché primo da solista della rapper a ottenere tale risultato.

## Antefatti e descrizione
Dopo aver receduto l'impegno contrattuale con la 1501 Certified Entertainment, Megan Thee Stallion ha fondato l'etichetta indipendente Hot Girl Productions e ha anticipato l'uscita del terzo album in studio attraverso il singolo Cobra.
Il secondo singolo indipendente da solista Hiss è stato scritto da Thee Stallion con i co-autori di lunga data Joel Banks e Shawn "Source" Jarrett, che hanno collaborato alla stesura del brano con LilJuMadeDaBeat, Bankroll Got I e Derrick Milano. Il testo muove dei dissing nei confronti di Drake, Tory Lanez, Nicki Minaj e suo marito Kenneth Petty, così come l'ex compagno di Thee Stallion, Thee Person.

## Testo
Le varie riviste musicali hanno riferito che il testo di Hiss includa dei dissing verso diversi artisti che in passato hanno parlato male della rapper. Nel verso di apertura, infatti, Megan rappa: "Mi sento come Mariah Carey, questi n***i sono così ossessionati / La mia f**a è così famosa, dovrebbe avere Kris Jenner come manager", facendo riferimento al singolo della Carey del 2009, Obsessed, che conteneva dei velati riferimenti alla presunta ossessione del rapper Eminem nei confronti della cantante. Nei versi seguenti Megan fa dei riferimenti alla causa legale del 2020 contro Tony Lanez, scaturita da una denuncia della stessa rapper che aveva dichiarato di aver riportato ferite da arma da fuoco ai piedi a seguito di spari da parte dell'uomo, conclusa con una condanna di 10 anni per Lanez. Megan, al riguardo, racconta dei fatti in un verso: "Ogni uomo mi viene contro, ma io gestisco tutte le situazioni di m***a / Sono il Teflon Don davanti alla corte / Cercano di gettarmi m***a addosso". Nei confronti dei fan che difendono Lanez, la rapper suggerisce loro di scaricare il servizio JPay, sistema di pagamento utilizzato per trasferire denaro ai detenuti negli Stati Uniti, o di organizzare una "visita coniugale durante la quale possa farsi una bella cavalcata".
La rapper, nei versi seguenti, fa riferimento al rapper canadese Drake il quale, nel suo brano del 2022 Circo Loco, aveva precedentemente mosso dei dissing nei confronti di Megan Thee Stallion. I versi citano: "Dici tanto che odi la liposuzione ma vai comunque in giro con quelle cicatrici / Una vera formosa, nessun taglio, i ragazzi litigano per starmi intorno / Non parlare del mio corpo, se il c***o non è degno di nota torna pure indietro / Gangster da Cosplay, con questo finto accento del c***o". Secondo i critici e i fan, questi versi fanno riferimento alla presunta chirurgia addominale a cui si è sottoposto Drake. Inoltre, Megan muove anche degli attacchi nei confronti dell'ex fidanzato Pardison Fontaine il quale, a detta della rapper, non riesce ancora a lasciarsi alle spalle la relazione tra i due e deve ancora necessariamente parlare della stessa pubblicamente per rimanere popolare. I versi in questione recitano: "Non può andare avanti, non può lasciar perdere, ha il naso pieno di Tina Snow / E finché i ragazzi avranno bisogno di Megan per fare i soldi, possono pure diventare le mie tr**e".
Infine, la rapper ha incluso anche un verso in cui rappa "la gente non è arrabbiata con Megan, loro sono furiosi con la Megan's Law". La Megan's Law è una legge federale statunitense del 1996 per la quale i molestatori sessuali segnalati alle autorità debbano necessariamente fornire le proprie informazioni personali alle forze di polizia locali e statali. Questa parte è stata considerata come un attacco nei confronti di Nicki Minaj e di suo marito Kenneth Petty, il quale è un molestatore sessuale segnalato.

## Accoglienza

### Critici musicali
Chris Malone Méndez di Forbes ha giudicato la canzone «liricamente completamente diversa dalla più onesta Cobra» e che «il tema dei serpenti sembra essere stata la scelta giusta per il prossimo capitolo di Megan». Liberty Dunworth di NME ha sottolineato che la rapper «mostra la sua sicurezza e la sua capacità di rifiutarsi di prestare attenzione a coloro che cercano di trascinarla verso il basso» con il suo flow, portando avanti il «tema dei serpenti nella sua musica». Anche Eddie Fu di Consequence ha affermato che «Megan risponde con testi velenosi che se la prendono con i più grandi nomi che l'hanno definita bugiarda».
Paul K. Barnes di Medium ha scritto che «tonalità minacciose trasportano la melodia della canzone che è accoppiata con la batteria scintillante», in cui il testo esprime l'alter ego della rapper «Tina Snow» con «una consegna aggressiva e diversi cambi di flusso».

### Famiglia Tanka
Il tabloid TMZ ha dichiarato che Richard Kanka, padre di Megan Kanka, la bambina di sette anni dalla quale deriva il nome della Megan's Law, ha ritenuto la citazione alla legge come una mancanza di rispetto. Kanka ha chiarito di non aver mai sentito la canzone ma di aver solamente letto il testo e di non volere assolutamente che il nome di sua figlia venga menzionato in una canzone così "ricca di imprecazioni", ammettendo di aver valutato la possibilità di intraprendere vie legali.

### Nicki Minaj
La rapper trinidadiana si è sentita tirata in causa per il verso "la gente non è arrabbiata con Megan, loro sono furiosi con la Megan's Law", interpretandolo come un attacco diretto a lei e suo marito Kenneth Petty, che è un molestatore sessuale segnalato. Nel 2019 Petty è stato condannato a un anno di arresti domiciliari con libertà vigilata e al pagamento di una multa $55 000 per non essersi registrato come molestatore sessuale in California. Dopo la pubblicazione di Hiss, la Minaj ha immediatamente fatto una diretta Instagram per far ascoltare in anteprima la sua nuova traccia, Big Foot, un dissing diretto a Megan nella quale la Minaj rappa: "Str******a, sei alta tipo 6 piedi, la chiamo Bigfoot, la str***a è caduta e le ho detto di rialzarsi sul suo piede buono",  facendo all'incidente del 2020 in cui Tory Lanez ha sparato a un piede di Megan. Durante la live la Minaj ha criticato Megan, dicendo nei suoi confronti: "Hai tre Grammy Awards e ancora devi imparare a fare rap e a essere a tuo agio con la musica" prima di imitare il suo modo di fare rap. La rapper trinidadiana ha anche messo "mi piace" a centinaia di tweet dei suoi fans che parlavano negativamente di Megan, molti dei quali contenevano dei meme dello sparo al piede. La Thee Stallion ha in seguito pubblicato una storia su Instagram dove era piegata in due con una mano sulla bocca, fingendo una risata per schernire le accuse della Minaj.
Due giorni dopo la pubblicazione di Hiss, Nicki Minaj ha pubblicato sulle piattaforme streaming il suo brano Big Foot, anticipando la sua uscita sulle piattaforma social tramite la foto della copertina e di fianco una foto della Thee Stallion in lacrime. In seguito, la rapper trinidadiana ha dichiarato che il brano, in realtà, non è un dissing. La Minaj ha in seguito insinuata che il team di Megan Thee Stallion ha provato a impedire la pubblicazione di Big Foot, nonostante non l'avessero nemmeno ascoltata. Al riguardo ha scritto un tweet: "È pronto da due giorni. Ho aspettato a pubblicarlo, così poteva fare qualche misero streaming. Ma ricorda che nessuno mi tira in ballo e, soprattutto, chi nomina la mia famiglia se ne pentirà. Ad ogni modo, non hanno nemmeno ascoltato la canzone. Chi ha detto che si tratta di un dissing?". Big Foot è stata infine pubblicata il 29 gennaio, ricevendo pareri negativi sia dalla critica che dai fan per via della produzione e, in particolare, per il testo di cattivo gusto, soprattutto nella parte che allude alla finta morte della madre di Megan, deceduta per un cancro al cervello nel 2019.

## Video musicale
Il video musicale, diretto da Douglas Bernardt, è stato pubblicato il 26 gennaio 2024 attraverso il canale YouTube del rapper.

## Tracce
Testi e musiche di Megan Pete, Joel Banks, Shawn Jarrett, LilJuMadeDaBeat, Bankroll Got It e Derrick Milano.
Download digitale
1. Hiss (explicit) – 3:12

Download digitale
1. Hiss (explicit) – 3:12
2. Hiss (clean) – 3:12
3. Hiss (chopped 'n screwed explicit) – 4:26
4. Hiss (chopped 'n screwed clean) – 4:29
5. Hiss (instrumental) – 3:12
6. Hiss (DJ Edit explicit) – 2:55
7. Hiss (DJ Edit clean – 2:55

## Successo commerciale
Hiss è stato da subito un successo a livello commerciale negli Stati Uniti, raggiungendo la prima posizione della classifica statunitense dei singoli su Apple Music il giorno successivo al suo rilascio. La canzone ha anche raggiunto la prima posizione della classifica globale dei singoli sulla stessa piattaforma, diventando la sua seconda numero uno dopo Body. Così facendo, Megan Thee Stallion è diventata la prima rapper ad avere più di un brano ad aver raggiunto il numero uno della classifica globale di Apple Music. Su Spotify, Hiss ha raggiunto la prima posizione della classifica statunitense nel suo quarto giorno, grazie a 1,64 milioni di streaming.
Negli Stati Uniti Hiss ha esordito alla prima posizione della Billboard Hot 100, diventando la 75ª canzone a riuscirci nella storia della classifica; il brano inoltre è il terzo numero uno nonché primo da solista della carriera di Thee Stallion. Tale risultato è stato reso possibile grazie a 29,2 milioni di streaming accumulati, 2,9 milioni di audience radiofonica e 104 000 copie digitali vendute nella prima settimana di pubblicazione. Il brano ha raggiunto anche la prima posizione della Streaming Songs, della Digital Songs, della Hot R&B/Hip-Hop Songs e della Hot Rap Songs. Inoltre ha esordito alla prima posizione della Billboard Global 200 divenendo il primo brano solista di una rapper a riuscirci.

## Classifiche
| Classifica (2024) | Posizione massima |
| ----------------- | ----------------- |
| Canada            | 18                |
| Grecia            | 19                |
| Irlanda           | 36                |
| Portogallo        | 129               |
| Regno Unito       | 31                |
| Stati Uniti       | 1                 |

## Date di pubblicazione
| Paese  | Data             | Formato                      | Versione                         | Nota   |
| ------ | ---------------- | ---------------------------- | -------------------------------- | ------ |
| Mondo  | 26 gennaio 2024  | Download digitale, streaming | Originale                        | [ 31 ] |
| Italia | 30 gennaio 2024  | Radio                        | Originale                        | [ 43 ] |
| Mondo  | 31 gennaio 2024  | Download digitale, streaming | Chopped 'n screwed, instrumental | [ 44 ] |
| Mondo  | 1º febbraio 2024 | Download digitale, streaming | DJ edit                          | [ 32 ] |